# アグラーテ・コントゥルビア
アグラーテ・コントゥルビア（伊: Agrate Conturbia）は、イタリア共和国ピエモンテ州ノヴァーラ県にある、人口約1,600人の基礎自治体（コムーネ）。

## 地理

### 位置・広がり
| 隣接するコムーネは以下の通り。 - ボゴーニョ - ボルゴ・ティチーノ - ディヴィニャーノ - ガッティコ＝ヴェルーノ (ヴェルーノ) - メッツォメリーコ - スーノ |

## 行政

### 分離集落
アグラーテ・コントゥルビアには、以下の分離集落（フラツィオーネ）がある。
- Agrate, Conturbia